# 倫敦新聞畫報

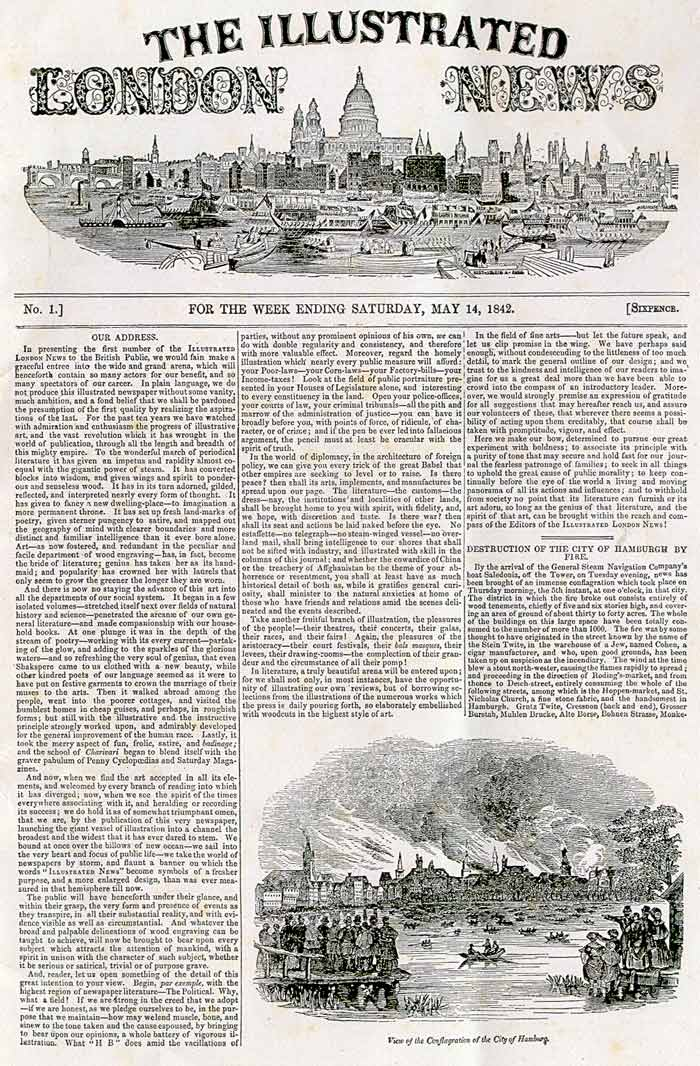
第一版的第一頁

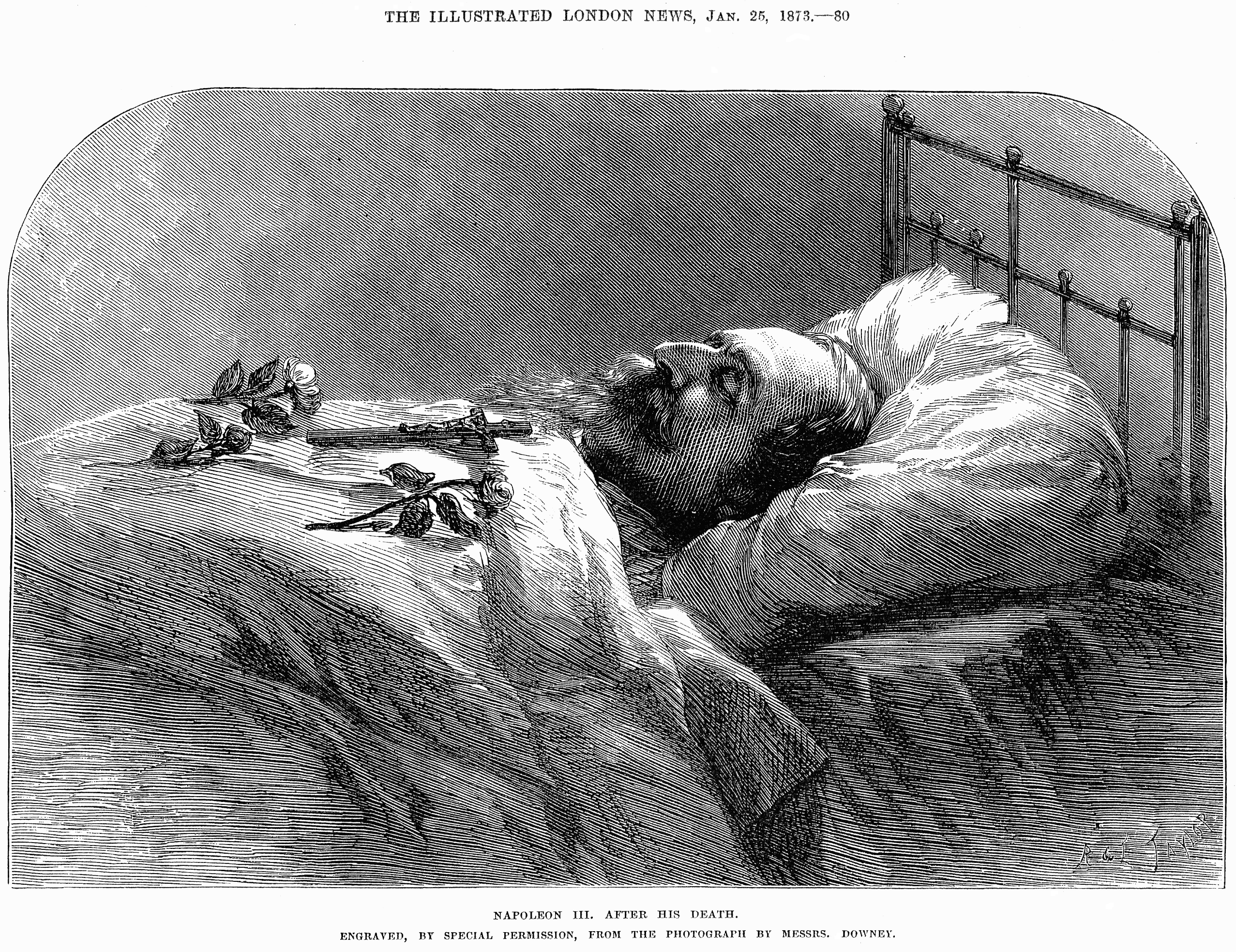
拿破崙三世之死，1873年1月25日

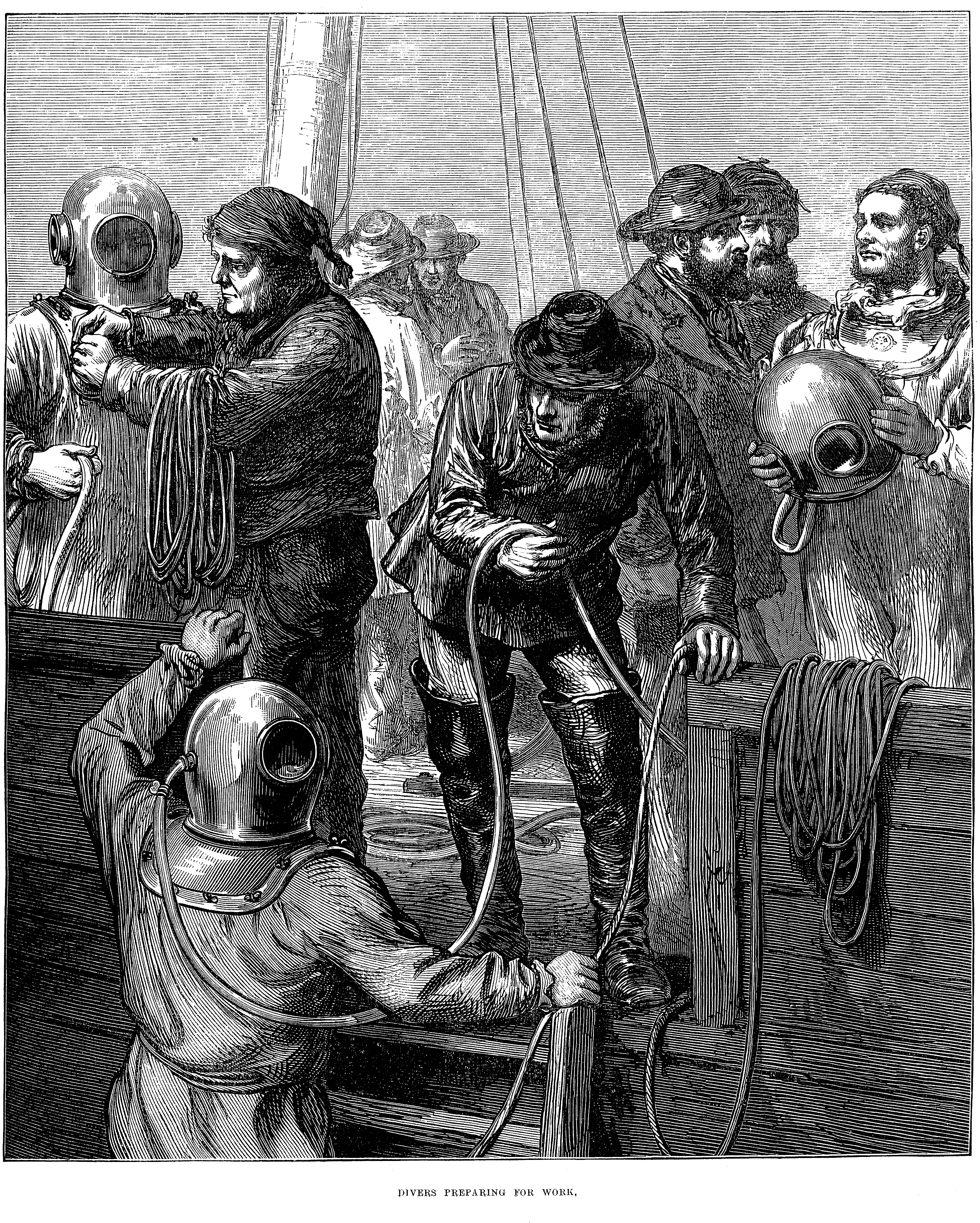
1873年2月6日的封面-潜水员准备修复诺思弗利特船体。

《倫敦新聞畫報》（英語：The Illustrated London News）是一份英国报纸。

## 历史
由英國人赫伯特·英格拉姆與他的朋友馬克·雷蒙（Mark Lemon）創辦於1842年的英國週刊。1971年改為月刊，1989年改为双月刊，2003年最终停办。
倫敦新聞畫報廣泛使用木刻和版畫，是倫敦第一家採用插圖的刊物，1912年採用輪轉凹版印刷。倫敦新聞畫報起初著重於報導英國社會生活，後來版面不斷擴大，更包含了社會新聞與文化。1937年10月到1938年1月更開闢了「抗戰現場」，不斷出現中國抗日戰爭的報導。